# Росица Ангелова (историчка)
Росица Жечкова Ангелова е българска историчка, доктор по история на България (нова българска история). Членува в Съюза на учените в България и Националния комитет по балканистика. Тя е автор на 10 монографии и над 50 студии и статии. Била е ръководител на катедра „История и археология“ и председател на Общото събрание на Факултета по хуманитарни науки в Шуменския университет.

## Биография
Росица Ангелова е родена на 12 май 1967 г. в град Преслав, Народна република България. Завършва висше историческо образование със специалност и придобита квалификация магистър по български език и история във Висшия педогогически институт – Шумен (днес Шуменски университет). В периода от 1990 до 1995 г. е учителка по история във 2-ро основно училище „Д-р Петър Берон“ в Шумен. Специализира история на балканските народи във Великотърновския университет „Св. св. Кирил и Методий“.

### Шуменски университет
През учебната 1995/1996 г. е хоноруван асистент по история на балканските народи XV–XX век към Катедра по история в Шуменския университет. От 1996 г. след успешно издържан конкурс тя става щатен преподавател в споменатата катедра като асистент по Методика на главен асистент (2003 г.).
През периода от 2000 до 2003 г. е докторант на самостоятелна подготовка по дисертационната тема: „Развитие и дейност на Народната партия“ (1899 – 1911) с научен ръководител проф. д.и.н. Радослав Попов, а след кончината му – проф. д.и.н. Елена Стателова. Дисертацията с положителни рецензии на проф. д.и.н. Любомир Огнянов и доц. д-р Василка Танкова е защитена през 2002 г. Росица Ангелова получава научната степен доктор по история. От постъпването ѝ като редовен асистент, а после и като хабилитиран преподавател в университета, тя води семинарни занятия по методика на обучението по история, хоспитиране, текуща педагогическа практика, преддипломна педагогическа практика и нова българска история и има лекционни четения по „Нова българска история“, „Архивистика“, „Архивистика и музеология“, „Историческо образование през Възраждането“, „Българският парламентаризъм“ и „История на българските държавни институции“.
Първите ѝ публикации се появяват през 1997 г. В нейното формиране, развитие и утвърждаване като професионален историк-изследовател се открояват два периода: първият от 1997 до 2007 г., включително до нейното хабилитиране, и вторият от 2008 до 2013 г. Общият брой на публикациите – монографии, студии, статии, рецензии, отзиви, учебници и справочни издания за времето от 1997 до обявяването на конкурса за професура към средата на 2013 г. е 139. Необходимо е да се изтъкне динамиката в научноизследователската дейност след хабилитирането на доц. Росица Ангелова. За 5 календарни години тя реалицира 62 публикации от които 56 са научни изследвания.
Преподава по дисциплините „Нова българска история“, „Архивистика“ и „Архивистика и музеология“.